# Cope (perceel)

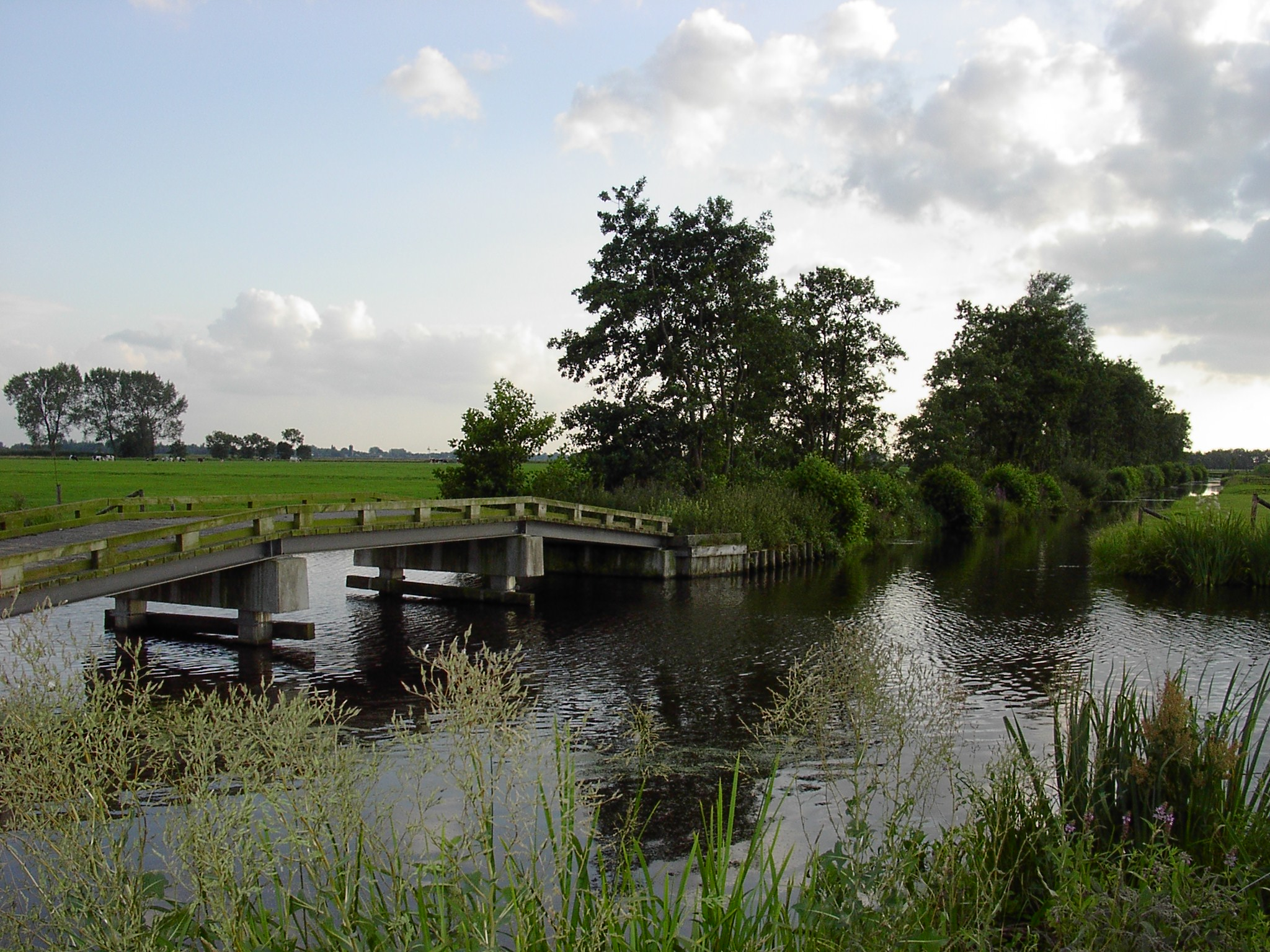
Achterkade van de ontginning van Willeskop: de Bloklandse Dijk.

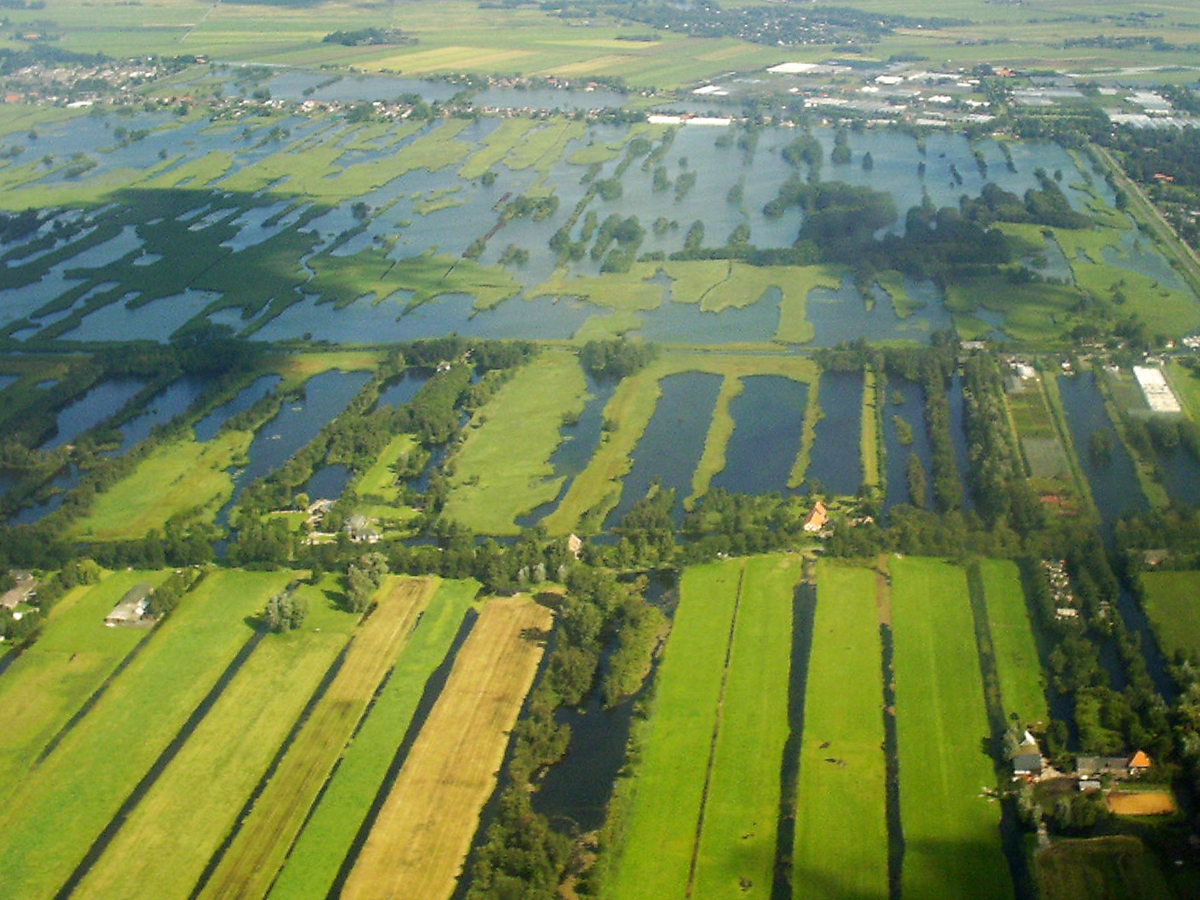
Cope-landschap nabij de Nieuwkoopse plassen

Een cope is een middeleeuwse overeenkomst of contract om een gebied (perceel) te mogen ontginnen. In deze cope werden de wederzijdse rechten en plichten tussen de ontginners en de grondeigenaren, de Graaf van Holland of de Bisschop van Utrecht, vastgelegd. Ook konden afspraken tussen de ontginners onderling hierin worden vastgelegd.
Cope-overeenkomsten stammen uit de tijd van de Grote Ontginning. Nederlandse en Noord-Duitse plaatsnamen eindigend op '-kop', '-cop' of '-koop'  verwijzen naar middeleeuwse copen. Deze plaatsen liggen in het westen en zuiden van de provincie Utrecht, in het oosten van de provincie Zuid-Holland, in Noordwest-Overijssel en in Zuidoost-Friesland. Hollandse en Utrechtse kolonisten brachten deze ontginningsmethode in de 12e en 13e eeuw naar het mondingsgebied van de Wezer en de Elbe, waar het Nederlandse kolonistenrecht als Hollerrecht bekend kwam te staan. Het toponiem is verder bekend uit de omgeving van Gdańsk.

## Maatvoering
Het onontgonnen gebied werd volgens een vaste maatvoering door de grondeigenaren uitgegeven, waarna deze gronden door een zogenaamde coper in kavels werden verdeeld onder kolonisten die de gebieden vervolgens ontgonnen.
De grootte van een kavel bedroeg in beginsel ongeveer 1250 meter in lengte en 113 meter in breedte. Dit werd een hoevemaat genoemd. Het aantal hoeven verschilde per cope.
De ontginners groeven evenwijdige sloten om het water af te voeren. In beginsel werd het water afgevoerd naar een rivier of een voorwetering. Deze lag aan de ontginningsbasis van de cope, waar meestal ook de hoeven van de kolonisten stonden. Vanaf deze basis vond de ontginning van voor naar achteren plaats. Waar de ontginning eindigde werd een achterkade opgeworpen. Deze voorkwam dat water van het hoger liggende (onontgonnen) veengebied aan de achterzijde van de kavels voor problemen zou zorgen. Soms liep langs de achterkade een achterwetering. Aan de lange zijkant van een kavel werd vaak een kade aangelegd, die zijdewende werd genoemd. Deze diende ter voorkoming van wateroverlast afkomstig van kavels van de buren.
Als de geografische situatie hierom vroeg, konden de wijze van verkaveling en de perceelsindeling afwijken van het bovenstaande. Zo staan in de voormalige polder Veldhuizen te De Meern de boerderijen niet aan de voorwetering, maar op een wat hoger gelegen stroomrug enkele honderden meters de polder in.
Als vanaf een bochtige rivier werd ontgonnen, werd meestal ervoor gekozen de rivierbochten in de achterkade te kopiëren, zodat alle percelen de gelijke lengte van circa 1250 meter behielden. Voorbeelden hiervan zijn de polders Bijleveld en Reijerscop bij Harmelen. Soms werd echter een andere keus gemaakt, zoals ten noorden van de stad Utrecht. Daar ligt een poldergebied dat ontgonnen is vanaf de rivier de Vecht tussen Utrecht en Breukelen. Globaal gezien heeft deze ontginningsbasis de vorm van een kwart cirkel. Gekozen werd voor ontginning in de richting van het middelpunt van de denkbeeldige cirkel. Hierdoor ontstonden percelen in de vorm van langgerekte driehoeken met perceelsgrenzen die als spaken van een wiel naar elkaar toelopen.
Vaak bevindt zich halverwege de voor- en achterwetering een middelwetering. Omdat deze uitkomt op een bredere waterweg die in de lengterichting van de percelen loopt, draagt de middelwetering bij aan een vlotte afvoer van het overtollige polderwater.
In ruil voor belastingplicht werden de ontginners 'vrije boer'. Het copenstelsel heeft uiteindelijk het kenmerkende Nederlandse weiden- en polderlandschap doen ontstaan.
Een pionier op het gebied van de cope-ontginningen was Priester Hendrik uit Jacobswoude.

## Lijst van cope-ontginningen

### Provincie Utrecht
- Achttienhoven
- Benschop
- Bijleveld
- Boeicop
- Cattenbroek
- Demmerik
- Galecop
- Gerverscop
- Heeswijk
- Heicop in de Vijfheerenlanden
- Heicop bij De Meern
- Hoenkoop
- Kockengen
- Kortrijk
- Laagnieuwkoop
- Langbroek
- Maarssenbroek
- Middelkoop
- Oudenrijn
- Oukoop bij Nieuwer Ter Aa
- Papekop
- Polsbroek
- Portengen
- Reijerscop bij Harmelen
- Reijerskop bij Leerbroek
- Spengen
- Teckop
- Veldhuizen
- Vuylcop
- Willeskop
- Westbroek

Opmerking: Bij Harmelen ligt een buurtschap De Putkop. Deze naam is een verbastering van Putcupe. Niet ver van De Putkop ligt een boerderij met de naam Putkuip. Mogelijk heeft het middeleeuwse blokhuis Putcupe op die plaats gelegen. 'Cupe' heeft een andere betekenis dan 'cope'. Als de plaats van het blokhuis inderdaad dezelfde was als die van de huidige boerderij, lag het blokhuis Putcupe in de cope Gerverscop.

### Provincie Zuid-Holland
- Boskoop
- Nieuwkoop
- Oukoop bij Driebruggen
- Vriezekoop

### Provincie Friesland
- Nijeberkoop
- Nijeholtpade (Westbrockop)
- Oldeberkoop

### Duitsland
- Bischof (Biscopescop)
- Dodenkop
- Elskop
- Engelschoff (Enghelskope)
- Grevenkop
- Heringskop
- Hamburg-Francop
- Hollerdeich
- Hollerland
- Hollern-Twielenfleth (Thitgeriscoph)
- Ladekop, in het Alte Land
- Lüderskoop
- Neuenkoop
- Nincop
- Roßkopp

### Polen
- Lubieszewo (Ladekopp)